# Кислицын, Александр Александрович
Алекса́ндр Алекса́ндрович Кисли́цын (8 марта 1986, Караганда, Казахская ССР, СССР) — казахстанский футболист, защитник.

## Карьера

### Клубная
Александр Кислицын воспитанник карагандинского футбола. С 2004 года по 2006 год играл в резервном составе «Шахтёра». Футбольную карьеру начал в 20 лет. В сезоне 2007 стал основным игроком, сыграв 26 игр в чемпионате. В 2008 году получил вызов в сборную Казахстана. Стал с командой дважды бронзовым призёром чемпионата Казахстана и дважды выходил в финал Кубка страны.
В феврале 2011 года Кислицын подписал контракт с костанайским «Тоболом». Свой первый матч в составе чемпионов сыграл в Суперкубке против «Локомотива», в этой же игре отметился забитым мячом, но дубль Бугаёва принёс победу столичной команде.
В чемпионате Казахстана дебютировал в выездной игре с «Ордабасы». Первый мяч забил во втором туре, в домашней игре с «Таразом». В Кубке Казахстана Кислицын забил гол на 120-й минуте, тем самым вывел команду в 1/4 финала. Но проиграл с «Тоболом» свой третий финал Кубка Казахстана.
В начале 2013 года подписал контракт с ФК «Кайрат» на три года . В сезоне 2013 выиграл с командой свою третью бронзовую медаль. Но в конце сезона-2014 был отчислен из команды вместе с пятью игроками по подозрению в сдаче игры «Астане» (1:5). При переходе Кислицына и Смакова в павлодарский «Иртыш»  руководство «Кайрата» попыталось запретить этим игрокам играть против своей бывшей команды, но проиграло суд .
Сезон 2015 при тренере Дмитрии Черышеве провёл в «Иртыше» неплохо (25 игр, один гол), но в следующем за полсезона сыграл лишь три игры при новом тренере Димитре Димитрове и в поисках игровой практики в июне 2016 года перешёл в кокшетауский «Окжетпес» . Однако, в конце сезона был отчислен из команды российским тренером Владимиром Мухановым с рядом сильных игроков (Хайруллин, Булешев, Чичулин) "за снижение требовательности к себе" 
.
Сезоны 2017-2018 провёл снова в «Иртыше»  при трёх разных тренерах и закончил выступления при вернувшемся Димитре Димитрове.
В январе 2019 года подписал годовой контракт снова с кокшетауским «Окжетпесом» , главным тренером которого стал бывший тренер «Кайрата» Андрей Карпович.

### В сборной
Выступал за молодёжную сборную Казахстана. За главную сборную Казахстана дебютировал 11 октября 2008 на лондонском "Уэмбли" в матче отборочного турнира ЧМ-2010 против сборной Англии (1:5) . По мнению журналистов, сыграл неплохо. И в 2009 году отыграл полностью все 7 игр сборной под руководством Берндта Шторка. Последнюю игру за сборную Юрия Красножана сыграл 8 октября 2016 года в отборочном турнире ЧМ-2018 против сборной Черногории (0:5).

## Достижения
«Шахтёр»
- Дважды бронзовый призёр чемпионата Казахстана: 2007, 2009
- Дважды финалист Кубка Казахстана: 2009, 2010

«Тобол»
- Финалист Кубка Казахстана: 2011

«Кайрат»
- Бронзовый призёр чемпионата Казахстана: 2013

## Характеристика
Кислицын играл на позиции нападающего, но после прихода швейцарского тренера Андре Гуссета в «Шахтёр» стал защитником.
В «Тоболе» Равиль Сабитов вновь начал выпускать на поле Кислицына как нападающего.

## Личная жизнь
Женат, есть 2 сына.